# Publio Licinio Calvo Esquilino
Publio Licinio Calvo Esquilino (fl. V secolo a.C.) semplice senatore, fu il primo plebeo ad essere eletto come tribuno consolare della Repubblica.

## Tribunato consolare
Nel 400 a.C. fu eletto tribuno consolare con Publio Manlio Vulsone, Lucio Titinio Pansa Sacco, Publio Melio Capitolino, Spurio Furio Medullino e Lucio Publilio Filone Volsco.
Publio Licinio fu il primo plebeo ad essere eletto alla massima magistratura romana.
Durante quell'anno Roma riconquistò Anxur ai Volsci.

## 396 a.C.
Publio Licino sarebbe stato eletto, per il suo secondo tribunato militare, nel 396 a.C., se non vi avesse riununciato a favore del figlio, Publio Licinio Calvo Esquilino.
(Tito Livio, "Ab Urbe Condita", V, 2, 18.)